# Čupa
Čupa (in russo Чупа?; in careliano: Čuuppa) è un insediamento di tipo urbano della Russia situato nella Repubblica di Carelia. Appartiene al rajon Louchskij.
L'insediamento è sulla riva della baia Čupinskaja all'interno del golfo di Kandalakša (Mar Bianco), 4 km a est della stazione ferroviaria «Čupa» sulla linea San Pietroburgo - Murmansk.